# Virgulă
Virgula este semnul de punctuație care delimitează grafic o pauză între părți de propoziție (vezi Sintaxa propoziției) sau între propozițiile unei fraze (vezi Sintaxa frazei), despărțindu-le pe baza raporturilor sintactice.

## Ortografie
Virgula se folosește în scrierea multor limbi — toate limbile scrise cu alfabetul latin și o parte din celelalte — pentru a structura fraza și propoziția și a evita posibilele ambiguități. Astfel, virgula joacă un rol similar cu pauzele, variațiile de ritm și intonația în limba vorbită. Utilizarea virgulei diferă de la o limbă la alta, lucrările normative ale fiecăreia impunând reguli mai mult sau mai puțin precise în care virgula este obligatorie, opțională sau nepermisă.
Vezi și Virgula în limba română.

## Matematică
În scrierea numerelor, virgula separă partea întreagă a unui număr de partea sa fracționară. De exemplu: 3,14159.
În aritmetica englezească, virgula se folosește pentru separarea ordinelor de mărime, iar punctul pentru separarea părții întregi de partea fracționară. Numărul cincisprezece milioane se va scrie „15,000,000”.

## Informatică
Vezi virgulă fixă și virgulă mobilă

## Muzică
Virgula este un semn scris în partea de sus a unui rând melodic, care arată când trebuie făcută respirația în timpul interpretării vocale iar în muzica instrumentală indică frazarea.